# Пак, Николай (Герой Социалистического Труда, 1951)
Николай Пак (20 ноября 1928 года, Спасск-Приморский, Владивостокский округ, Дальневосточный край — 13 сентября 1969 года) — звеньевой колхоза имени Микояна Нижне-Чирчикского района Ташкентской области, Узбекская ССР. Герой Социалистического Труда (1951).

## Биография
Родился в 1928 году в Спасске-Приморском Дальневосточного края.
В 1937 году вместе с родителями депортирован на спецпоселение в Ташкентскую область, Узбекская ССР. С 1951 года трудился звеньевым полеводческой бригады в колхозе имени Микояна Нижне-Чирчикского района.
В 1950 году звено Николая Пака собрало в среднем по 89,3 центнеров зеленцового стебля кенафа с каждого гектара на участке площадью 7,5 гектаров. Указом Президиума Верховного Совета СССР от 22 мая 1951 года удостоен звания Героя Социалистического Труда с вручением ордена Ленина и золотой медали «Серп и Молот».
С 1953 года обучался в Ташкентском сельскохозяйственном институте. С 1954 года — звеньевой полеводческого звена колхоза имени Сталина Нижне-Чирчикского района.
Последние годы своей жизни трудился в колхозе имени Свердлова Нижне-Чирчикского района.
Скончался в сентябре 1969 года. Похоронен на кладбище бывшего колхоза имени Свердлова (сегодня — Аккурганский район).
Награды
- Герой Социалистического Труда
- Орден Ленина — дважды (1951, 1953)
- Орден Трудового Красного Знамени (1950)

### Семья
Отец Пак Мун Сим, младший брат Пак Геннадий.